# Ocotepeque
Ocotepeque – departament w zachodnim Hondurasie. Zajmuje powierzchnię 1680 km². W 2001 roku departament zamieszkiwało ok. 108 tys. mieszkańców. Siedzibą administracyjną jest Nueva Octopeque.
Składa się z 16 gmin:

- Belén Gualcho
- Concepción
- Dolores Merendon
- Fraternidad
- La Encarnación
- La Labor
- Lucerna
- Mercedes
- Ocotepeque
- San Fernando
- San Francisco del Valle
- San Jorge
- San Marcos
- Santa Fé
- Sensenti
- Sinuapa